# Max Schüler
Max Schüler (* 26. Juni 1849 in Geseke, Kreis Lippstadt; † 18. Dezember 1934 in Frankfurt am Main) war ein deutscher Porträt- und Genremaler der Düsseldorfer Schule.

## Leben

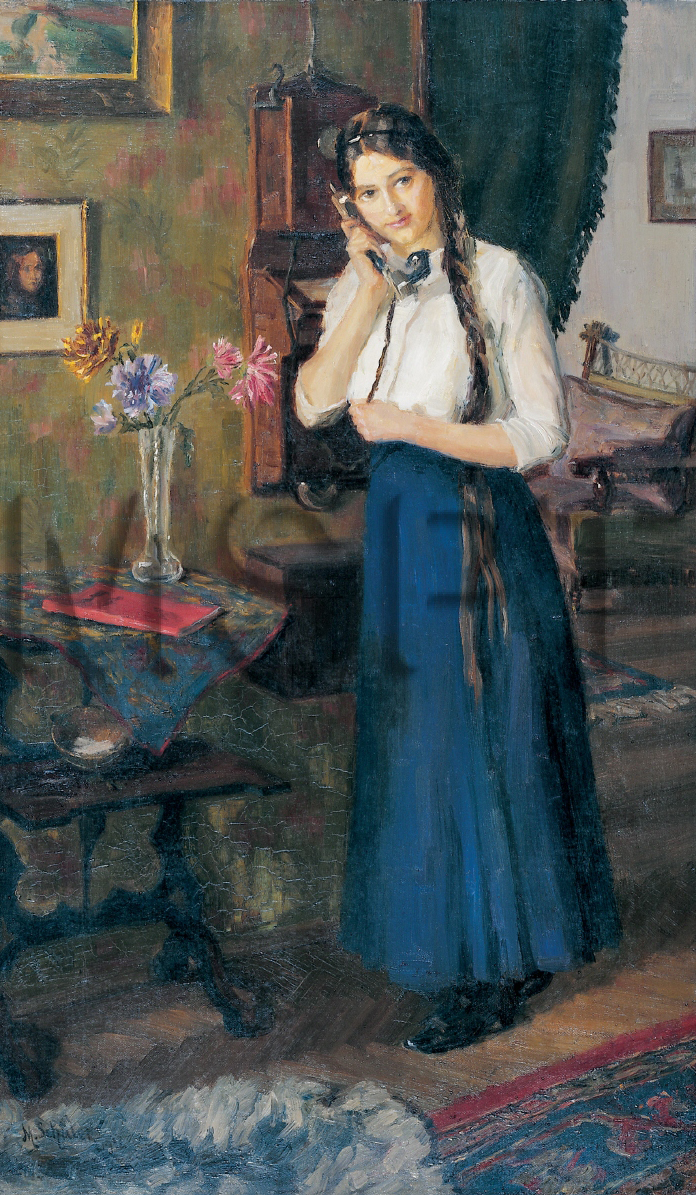
Junge Frau am Telefon, 1912, Museumsstiftung Post und Telekommunikation

Schüler, Sohn des Kaufmanns Moses Schüler (1790–1859) und der Rabbiner-Tochter Nettchen Cohen (1810–1890) aus Geseke, wuchs in Frankfurt am Main auf, wo er das Städelsche Kunstinstitut besuchte. 1867 schrieb er sich im Alter von 19 Jahren zum Studium der Malerei an der Kunstakademie Düsseldorf ein. Dort war er Schüler von Andreas Müller, Karl Müller und Heinrich Lauenstein sowie von Julius Roeting, in dessen Malklasse er sich in den letzten beiden Schuljahren bis 1870 zum Porträtmaler vervollkommnete. Anschließend studierte er in München. Studienreisen und Porträtaufträge führten ihn nach Brüssel, Madrid und Rom, Russland, England, Ägypten und in die Türkei. Zwei Jahrzehnte lebte er in Paris. 1914 ließ er sich als Porträtmaler in Frankfurt am Main nieder.
Zu den Persönlichkeiten, die sich von ihm malen ließen, gehörte 1882 der Statthalter des Reichslands Elsaß-Lothringen, Generalfeldmarschall Edwin von Manteuffel. In Spanien porträtierte er König Alfons XII. und dessen Gemahlin Maria de las Mercedes d’Orléans-Montpensier. Größen des Kulturlebens, die er in Bildnissen festhielt, waren der Komponist Pablo Sarasate sowie die Schauspielerinnen Eleonora Duse und Sarah Bernhardt. 

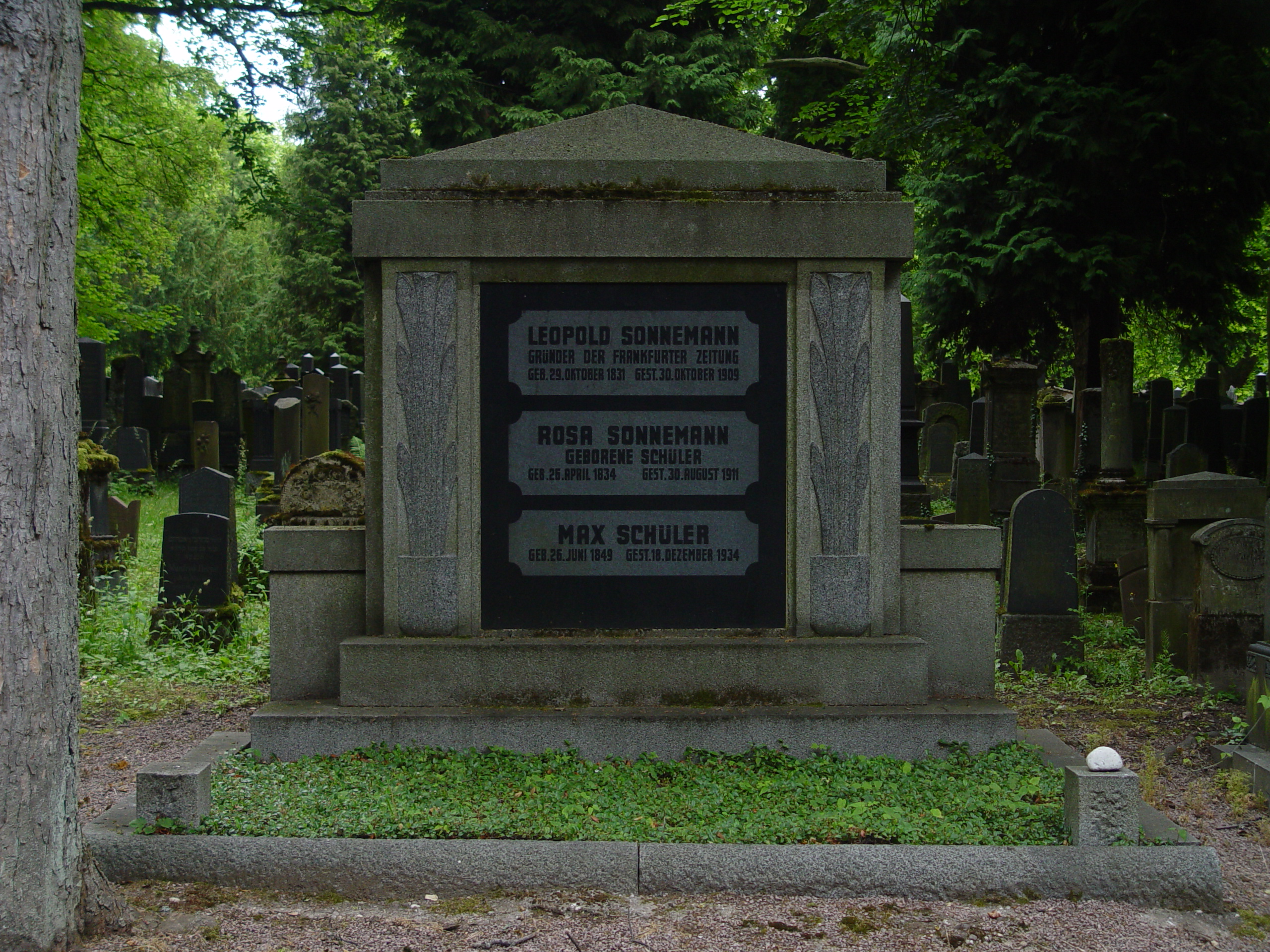
In der Grabstätte seines Schwagers Leopold Sonnemann und dessen Gattin Rosa, seiner Schwester, auf dem jüdischen Friedhof an der Rat-Beil-Straße in Frankfurt am Main wurde Max Schüler bestattet.

Über seinen Halbbruder Aaron (1825–1897), Bankier in Elberfeld, war Max Schüler Onkel der Dichterin Else Lasker-Schüler, über seine Schwester Rosa (1835–1911) Schwager des Frankfurter Bankiers, Journalisten, Verlegers und Politikers Leopold Sonnemann.